# Oscar Lesage
Oscar Lesage (Mulhouse, 23 ottobre 1996) è un attore francese.

## Biografia
Oscar Lesage è nato il 23 ottobre 1996 a Mulhouse, Francia. Si appassiona alla recitazione dopo essere apparso in diverse produzioni televisive.

## Carriera
Oscar Lesage intraprende la carriera di attore recitando in diversi film e serie TV come Bardot, The Crown e Joséphine, ange gardien.
Nel 2021 è nel cast principale del lungometraggio Il faraone, il selvaggio e la principessa di Michel Ocelot, prende parte all'adattamento di Netflix Le relazioni pericolose (2022), tratto dal romanzo omonimo, e interpreta il ruolo di Stéphane nel film Forever Young - Les Amandiers di Valeria Bruni Tedeschi, in concorso al 75º Festival di Cannes. Dal 2022 impersona il duca di Chartres nella serie di Canal+ Maria Antonietta. Nel 2024 interpreta Henri Thibaut nella miniserie ideata da Scott Frank e Tom Fontana Monsieur Spade.

## Filmografia

### Cinema
- The Room - La stanza del desiderio, regia di Christian Volckman (2019)
- Annie Colère, regia di Blandine Lenoir (2022)
- Il faraone, il selvaggio e la principessa, regia di Michel Ocelot (2022)
- Forever Young - Les Amandiers, regia di Valeria Bruni Tedeschi (2022)[5]
- Le relazioni pericolose, regia di Rachel Suissa (2022) [6]
- The Substance, regia di Coralie Fargeat (2024)
- Il conte di Montecristo, regia di Alexandre de La Patellière (2024)

### Cortometraggi
- La tangente, regia di Leïla Macaire (2016)
- Cobalt, regia di David Tomaszewski (2016)
- Les yeux verts, regia di Sacha Teboul (2023)

### Televisione
- Les Damnés, regia di Mark Monheim – film TV (2016)
- Joséphine, ange gardien – serie TV, episodio 17x05 (2017)
- Maria Antonietta – serie TV, 14 episodi (2022-2025)
- The Crown – serie TV, episodio 6x10 (2023)
- Bardot, regia di Danièle Thompson e Christopher Thompson – miniserie TV, puntate 4-5-6 (2023)
- Monsieur Spade, regia di Scott Frank – miniserie TV (2024)

## Doppiatori italiani
Nelle versioni in italiano delle opere in cui ha recitato, Oscar Lesage è stato doppiato da:
- Emanuele Ruzza in Maria Antonietta
- Alberto Franco in Forever Young - Les Amandiers
- Alessandro Valeri in Le relazioni pericolose
- Manuel Meli in Bardot
- Gabriele Vender in The Substance